# Mario Tronti
Mario Tronti (Roma, 24 de julio de 1931 - Ferentillo, 7 de agosto de 2023) fue un filósofo y político italiano, considerado uno de los fundadores de la teoría del operaísmo en los años sesenta.

## Biografía

### Años 60: operaísmo y revueltas obreras
Miembro activo del Partido Comunista Italiano (PCI) durante los años cincuenta, fue, con Raniero Panzieri, uno de los fundadores de la revista Quaderni Rossi (Cuadernos Rojos), de la que se alejó en 1963 para fundar la Classe Operaia (Clase Obrera), considerada como seminal del operaísmo. Este movimiento, considerado el origen del marxismo autonomista italiano, se caracterizó por desafiar el papel de las organizaciones tradicionales del movimiento obrero (los sindicatos y los partidos), anteponiendo el contacto directo con la clase obrera y las luchas en las fábricas.
Influenciado filosóficamente por la obra de Galvano Della Volpe, que lo llevó a distanciarse de la lectura predominante en el PCI del pensamiento de Antonio Gramsci, Tronti buscó formular una política que partiera de la práctica y pudiera renovar el marxismo tradicional, reabriendo la vía revolucionaria en Europa.
Ante las revueltas de la década de los sesenta, el operaísmo de Tronti propuso un análisis de las relaciones de clase que centraba el papel de la subjetividad y la importancia del protagonismo de la clase obrera en la acción política. Su obra de 1966 Operai e capitale (Obreros y capital), que recogía estas ideas, gozó de notable influencia en las protestas juveniles del momento y la ola de movilización más amplia que tendría lugar en el resto de la década.

### Años posteriores: autonomía de lo político y política institucional
Tras el fracaso de las protestas de 1969, Tronti centra su reflexión en problemas relativos a la organización y mediación política. En particular, tomando elementos de Karl Marx y Carl Schmitt, elabora una teoría acerca de la “autonomía de lo político”. En esta etapa, imparte docencia en la Universidad de Siena y se dedica al periodismo, fundando en 1981 la revista Laboratorio Político. En el ámbito de la política institucional, en este periodo protagoniza un acercamiento al PCI de Enrico Berlinguer, formando parte del Comité Central del partido.
Después de presentarse sin éxito por el PCI en las elecciones de 1987 al Parlamento italiano, en las elecciones de 1992 fue elegido al Senado de la República por el Partido Democrático de la Izquierda, formando parte de la Comisión parlamentaria para la reforma institucional de 1992 a 1994. En los años siguientes, no compartiendo la deriva poscomunista del partido, y tras dejar la docencia universitaria, su reflexión filosófica adquirió tintes pesimistas, centrándose en el fin de la política moderna y en la crítica a la democracia.
De 2004 a 2015 fue presidente de la Fundación CRS (Centro per la Riforma dello Stato). En las elecciones de 2013 volvió a ser elegido para el Senado en las listas del Partido Demócratico. Como parte de su mandato, fue uno de los diputados del PD que rechazó la ley relativa a la adopción por parte de un segundo progenitor.
Tronti murió en Ferrentillo el 7 de agosto de 2023, a la edad de 92 años.

## Publicaciones

### Obras
- Operai e capitale, Einaudi, Torino, 1966 (reeditada en DeriveApprodi, Roma, 2006). Traducida al español como Obreros y capital, Akal, 2016.
- Hegel politico, Istituto dell'Enciclopedia italiana, Roma, 1975.
- Sull'autonomia del politico, Feltrinelli, Milano, 1977. Traducida al español como La autonomía de lo político, Prometeo, 2019.
- Stato e rivoluzione in Inghilterra, Il Saggiatore, Milano, 1977.
- Operaismo e centralità operaia, Editori Riuniti, Roma, 1978 (con G. Napolitano, A. Accornero y M. Cacciari).
- Il tempo della politica, Editori Riuniti, Roma, 1980.
- Con le spalle al futuro. Per un altro dizionario politico, Editori Riuniti, Roma, 1992. Traducida al español como parte de La política contra la historia, IAEN - Traficantes de Sueños, 2016.
- Berlinguer. Il Principe disarmato, Edizioni Sisifo, Roma, 1994.
- La politica al tramonto, Einaudi, Torino, 1998. Traducida al español como parte de La política contra la historia, IAEN - Traficantes de Sueños, 2016.
- Cenni di Castella, Edizioni Cadmo, Fiesole, 2001.

### Obras editadas y capítulos de libro
- Tra materialismo dialettico e filosofia della prassi. Gramsci e Labriola, en A. Caracciolo et G. Scalia (ed.), La città futura. Saggi sulla figura e il pensiero di Antonio Gramsci, Feltrinelli, Milano, 1959.
- Scritti inediti di economia politica di Marx, Editori Riuniti, Roma, 1963 (ed.).
- Baldi, Camillo, en A.M. Ghisalberti (ed.), Dizionario Biografico degli Italiani 5, Istituto dell'Enciclopedia Italiana, Roma, 1963.
- Il politico. Antologia di testi del pensiero politico. 1: Da Machiavelli a Cromwell, Feltrinelli, Milano, 1979 (ed.).
- Soggetti, crisi, potere, A. Piazzi y A. De Martinis (ed.), Cappelli, Bologna, 1980.
- Rileggendo "La libertà comunista", en G. Liguori (ed.), Galvano Della Volpe. Un altro marxismo, Edizioni Fahrenheit 451, Roma, 2000.
- Classe operaia. Le identità: storia e prospettiva, Angeli, Milano, 2001 (ed. con P. Favilli).
- Per la critica della democrazia politica, in M. Tari (éd.), Guerra e democrazia, ManifestoLibri, Roma, 2005